# Тулице
Тулѝце (на полски: Tulice; на немски: Tilendorf) е село в Северна Полша, Поморско войводство, Щумски окръг, в състава на община Стари Тарг. Има статут на кметство (солецтво).
Селището е разположено в източната част на войводтвото. Отстои на 8 км югоизточно от общинския център Стари Тарг, на 18,5 км източно от окръжния център Щум, на 91 км югоизточно от войводската столица Гданск, на 24 км югоизточно от Малборк, на 40 м североизточно от Квидзин и на 44 км югозападно от Елбльонг. Към него спада махалата Олшак и селищната част Тулице Мале.
Според данни от полската Централна статистическа служба, през 2011 г. населението на селото възлиза на 120 души.
- Графика. Промени в броя на жителите в периода 2002 – 2011 г.[2]